# Arenifera
Arenifera é um género botânico pertencente à família Aizoaceae.